# Gottlieb Paul Christ
Gottlieb Paul Christ (* 20. Februar 1707 in Coburg; † 30. November 1786) war ein deutscher Geschichtsschreiber, Regierungsrat, Lehrer und Bibliothekar.

## Leben
Christ war ab 1728 zunächst Hauslehrer in Ansbach. Ab 1933 war er Bibliothekar an der Schlossbibliothek in Ansbach. Ab 1737 war er Gymnasialprofessor in Ansbach. 1743 wurde Christ zum Justizrat, 1740 zum Hof- und Regierungsrat befördert.

## Veröffentlichungen
- Brandenburgische Merckwürdigkeiten zur Erläuterung der Geschichte des Durchleuchtigsten Hauses Onolzbach. 4 Bde. Ansbach 1737–1739.
- Vernunfftmäßige Gedancken [Gedanken] von dem Unglücke grosser und tugendhaffter Personen: Bey Gelegenheit d. vielen u. langwierigen Drangsale, welche e. berühmten Helden betroffen, in gebundener Schreib-Art entworffen. 1738 (Digitalisat).

- Kurze Beschreibung einiger Merckwürdigkeiten von dem … Englischen Ritterorden des blauen Hosenbandes: Bey Gelegenheit der Verleihung desselben an den. . Marggrafen Carl Wilhelm Friederich zu Brandenburg-Onolzbach, etc. aus unterschiedlichen Büchern zusammengetragen. Messerer, Ansbach 1749.

- Natalem Trigesimum Nonum Serenissimi Principis Ac Domini Domini Christiani Friederici Caroli Alexandri Marchionis Brandenburgi … In Ill. Gymnasio Carolo Alexandrino Die XXV. Febr. A C. N. MDCCLXXIIII Piis Precibus Et Votis Publice Celebrandum Adnunciat Simul Loco Prolusionis Alicuius De Silentio Erudito Cogitata Nonulla Modeste Exponit Theophilus Paulus Christius Consil. Aul. Et Regim. Ill. Gymnasio Professor Publ. Et Bibliothecae Principali Praefectus. Messererus, Ansbach 1774 (Digitalisat).